# Zé Genésio
José Genésio Mendes Soares, mais conhecido como Zé Genésio (Pinheiro, ) é um político brasileiro filiado ao Solidariedade. Foi prefeito de Pinheiro (1997–2001) e deputado estadual do Maranhão (1991–1997).
Ele é pai de três filhos, entre eles o político e prefeito de Pinheiro Luciano Genésio.

## Carreira política
Ingressou na política em 1990 quando foi eleito deputado estadual pelo PRN. 
Em 1994 foi reeleito deputado estadual pelo PPR. 
Em 1996 foi eleito prefeito de Pinheiro. 
Em 2000 tentou a reeleição e foi derrotado por Filuca Mendes.